# Diadocidia trispinosa
Diadocidia trispinosa is een muggensoort uit de familie van de Diadocidiidae. De wetenschappelijke naam van de soort is voor het eerst geldig gepubliceerd in 1996 door Polevoi.